# باربارا یانگ
باربارا یانگ (انگلیسی: Barbara Young؛ زادهٔ ۹ فوریهٔ ۱۹۳۱ – درگذشتهٔ ۲۷ آوریل ۲۰۲۳) بازیگر اهل بریتانیا بود. وی از سال ۱۹۵۷ تا ۲۰۱۸ میلادی مشغول فعالیت بود.
از فیلم‌ها یا مجموعه‌های تلویزیونی که وی در آن‌ها نقش داشته‌است، می‌توان به جنگ و صلح، خیابان کورونیشن، جین ایر، دکتر کیلدر، نمایش امروز، خاطرات شرلوک هلمز، تلفات، رخنه‌گر، شهر هالبی، هالیوکس، آدمکشان میدسامر و در انتهای دوران میانسالی اشاره نمود.